# بهره حلقه باز
بهرهٔ حلقهٔ باز (انگلیسی: Open-loop gain) در یک تقویت‌کننده عملیاتی میزان بهرهٔ آن تقویت‌کننده بدون بکارگیری هرگونه بازخورد (فیدبک) در نظر گرفته می‌شود.
این بهره را زمانی می‌توان اندازه گرفت که تقویت‌کننده هیچ بازخوردی نداشته باشد. بهرهٔ تقویت‌کنندهٔ عملیاتی با بازماندن حلقهٔ فیدبک، بسیار بالاست. در واقع می‌توان گفت که یک تقویت کنندهٔ عملیاتی ایده‌آل دارای یک بهرهٔ حلقهٔ باز بی‌نهایت است. این تقویت‌کننده معمولاً در وضعیت حلقهٔ باز دارای حداکثر بهره تا حدود {\displaystyle 10^{5}} است.
برای استفاده‌های عادی در تقویت کننده‌های عملیاتی (op-amps)، از مدار بازخورد برای کنترل همین «بهرهٔ بی‌نهایت» و نگاه داشتن این بهره در سطح مورد نیاز استفاده می‌شود، به این ترتیب بهرهٔ کلی مدار هم در سطح لازم نگاه‌داشته می‌شود. بهرهٔ بالای تقویت کننده‌های عملیاتی این امکان را فراهم آورده که با استفاده از طیف گسترده‌ای از بازخورد، (مثلا از چند میلی‌ولت تا چندین ولت) طیف گسترده‌ای از بهرهٔ مورد نیاز در تقویت‌کنندهٔ عملیاتی امکان‌پذیر باشد.
بهرهٔ حلقهٔ باز تقویت کننده‌های عملیاتی با افزایش فرکانس، کاهش سریعی پیدا می‌کند. این واکنش سریع همراه با سرعت چرخشی، یکی از دلایلی است که تقویت کننده‌های عملیاتی پهنای باند محدودی دارند.

## تعریف
بهرهٔ حلقهٔ باز (در یک فرکانس ثابت) به صورت زیر تعریف می‌شود:
{\displaystyle A_{\text{OL}}={\frac {V_{\text{out}}}{\left(V^{+}-V^{-}\right)}},}